# Leda atómica
Leda atómica es un famoso cuadro del pintor español Salvador Dalí pintado en 1949. Está hecho mediante la técnica del óleo sobre lienzo, es de estilo surrealista y sus medidas son 61.1 x 45.3 cm. Se conserva en el Teatro-Museo Dalí, en Figueras, España.
Dalí escribió sobre el cuadro:

La Leda atómica es el cuadro clave de nuestra vida. Todo está suspendido en el espacio, sin que ninguna cosa toque a otra. El propio mar se eleva a distancia de la tierra.

## Descripción
Gala, la esposa de Dalí es representada como Leda, quien, según la leyenda, fue seducida por el dios griego Zeus transformado en cisne y dio a luz el huevo del que nacieron los dioscuros, Cástor y Pólux y las hermanas Helena y Clitemnestra. 
Dalí quiere personificarse como el cisne pero a la vez, relaciona a Cástor y Pólux como dos almas gemelas análogamente iguales a Gala y él mismo.
Leda está sentada sobre un alto pedestal, con los pies sobre pequeños pedestales flotantes, mientras acaricia al cisne volador.
Todo en el cuadro flota, incluso el mar flota sobre la arena y nada tiene contacto con ninguna cosa, siguiendo la teoría física intra-atómica.
Entre los objetos que flotan están una escuadra de madera, un libro rojo que bien puede ser una Biblia, tres gotas concentradas de agua y un cascarón de huevo, símbolo de la vida, muy importante para Dalí.
Es importante mencionar el realismo con que es pintada Gala, de forma casi fotográfica. Al igual que el cisne, los cuadros de Dalí mostraban desde esa etapa un realismo increíble y muy elaborado.

## Realización
La versión definitiva fue precedida de varios estudios a tinta china y de una pintura al óleo del mismo tema que no llegó a terminar. Con la ayuda de un matemático rumano a quien había conocido en California, el príncipe Matila Ghyka, Dalí realizó complicados cálculos teóricos durante tres meses que dieron lugar a la peculiar composición del cuadro. La pintura sintetiza siglos de tradición matemática y simbólica, especialmente pitagórica. Se trata de una filigrana basada en la proporción áurea, pero elaborada de tal forma que el espectador no la aprecia a simple vista. En el boceto de 1947 se advierte la precisión del análisis geométrico realizado por Dalí basado en el pentagrama místico pitagórico, el cual es una estrella de cinco puntas dibujada con cinco trazos rectos.

## Curiosidad
El cisne de Leda también fue el motivo de una joya que Dalí diseñó para Gala en 1959 y que fue hecho por el neoyorquino Carlos Alemany.